# 271
Cette page concerne l'année 271  du calendrier julien. Pour l'année 271 av. J.-C., voir 271 av. J.-C. Pour le nombre 271, voir 271 (nombre).
L'année 271 est une année commune qui commence un dimanche.

## Événements
- Entre le 23 février et le 29 août : Zénobie se proclame impératrice et rompt avec l'Empire romain. Elle donne à son fils Wahballat (Vaballatus) le titre d'Auguste[1].
- Février-mars ? : l'empereur romain Aurélien bat les Vandales sur le Danube[2].
- Mars-mai[2]? : les Juthunges, alliés aux Alamans et aux Marcomans, envahissent de nouveau l'Italie. Ils infligent une grave défaite militaire aux troupes d'Aurélien à Plaisance. Les armées germaniques se dispersent pour piller, menacent un moment Rome, mais sont vaincues par Aurélien sur le Métaure, à Fanum Fortunae (Fano) et à Ticinum (Pavie) puis sont rejetées au-delà des Alpes[3].
- Printemps : révolte des monétaires[2]. Les ouvriers et fonctionnaires de l'atelier monétaire de Rome, sanctionnés en 270 par Aurélien, se révoltent contre lui. Grande répression par l'empereur dans toute la ville, notamment sur le Cælius[4].
- Juin-septembre ? : 
  - Aurélien est à Rome pour la deuxième fois. Il fait construire un nouveau mur de défense de 16 mètres de haut pour protéger la ville[2] (fin en 283).
  - Révoltes avortées des usurpateurs Septiminus (Dalmatie), Urbanus et Domitianus[1].
- Automne : Aurélien décide de mettre un point d'arrêt aux activités de Zénobie et envoie ses troupes en Égypte sous le commandement de Probus ; lui-même quitte Rome dans les derniers mois de l'année et chasse les Goths de Mésie, puis les bat en Dacie où il tue leur chef Cannabas ou Cannabaudes, ainsi que cinq mille de ses soldats. Puis il passe en Asie Mineure par Serdica et Byzance[5]. Premier retrait important depuis le début de l'Empire, les Romains abandonnent la Dacie[2].
- Novembre ?/9 décembre[6] : en Gaule, l'usurpateur Victorinus est tué par ses soldats. Tetricus, sénateur, gouverneur d’Aquitaine, lui succède à la tête de l’empire des Gaules.

## Décès en 271
- Ding Feng: Grand général du royaume de Wu.
- Pei Xiu, ministre chinois des travaux publics (224-271). Il a joué un rôle déterminant dans le développement des méthodes de relevés topographiques.
- Liu Shan, empereur du Shu Han.